# قصر هديش
قصر هديش (بالفارسية: کاخ هدیش) هو قصر تاريخي يعود إلى عصر أخمينيون، ويقع في مرودشت.